# Хобсон, Уилсон
Уилсон Томас Хобсон (англ. Wilson Thomas Hobson; 26 августа 1902, Филадельфия, Пенсильвания — 1 июля 1975, Уэйн, Пенсильвания) — американский хоккеист на траве и футболист, полевой игрок; спортивный функционер. Бронзовый призёр летних Олимпийских игр 1932 года, участник летних Олимпийских игр 1936 года.

## Биография
Уилсон Хобсон родился 26 августа 1902 года в американском городе Филадельфия.
В 1920 году окончил филадельфийскую академию Джермантаун и поступил в Пенсильванский университет. Здесь он был капитаном футбольной команды, которая четыре года подряд выигрывала межвузовские чемпионаты. В 1924 году получил степень бакалавра экономики.
Играл в хоккей на траве за Филадельфийский крикетный клуб.
В 1932 году вошёл в состав сборной США по хоккею на траве на летних Олимпийских играх в Лос-Анджелесе и завоевал бронзовую медаль. В матчах не участвовал.
В 1936 году вошёл в состав сборной США по хоккею на траве на летних Олимпийских играх в Берлине, поделившей 10-11-е места. В матчах не участвовал.
В дальнейшем сосредоточился на футболе.
С 1942 года служил в Военно-морском флоте США, был офицером морской артиллерии в Атлантическом и Тихом океанах и Средиземном море. Несмотря на Вторую мировую войну, продолжал участвовать в футбольных соревнованиях.
В 1948 году завершил игровую карьеру. Продолжал служить в резерве ВМФ США, выйдя в отставку в звании командира. Впоследствии работал диспетчером в компании Butterworth Manufacturing Co., производившей текстильное оборудование в Бетейресе.
Был официальным лицом национальных и международных футбольных ассоциаций. Работал в Олимпийском комитете США. В течение 25 лет был секретарём-казначеем Футбольной ассоциации США и Среднеатлантической межвузовской студенческой лиги.
В 1956 году был менеджером сборной США по футболу на летних Олимпийских играх в Мельбурне и во время турне по Японии, Южной Корее, Индонезии, Гонконгу и Фиджи.
В 1972 году покинул спорт.
Умер 1 июля 1975 года в американском районе Уэйн в штате Пенсильвания.